# Dragan Mladenović (handball, 1956)
Pour les articles homonymes, voir Dragan Mladenović (homonymie).
Ne pas confondre avec Dragan Mladenović (handball, 1963), le gardien de but ayant évolué à Dunkerque de 1992 à 2004.
Dragan Mladenović Musa, né le 29 mars 1956 à Pirot,, est un joueur de handball yougoslave puis serbe. Contrairement à son homonyme gardien de but, il est joueur de champs, probablement arrière gauche.

## Biographie
Mladenović a commencé sa carrière au début des années soixante-dix à l'ORK Pirot. La route l'a ensuite conduit au RK Železničar Niš, où il évolue pendant 10 ans et y remporte trois Coupes de Yougoslavie et termine deux fois meilleur buteur du championnat.
International yougoslave, il obtient la médaille d'or aux Jeux méditerranéens de 1983 à Casablanca puis Jeux olympiques de 1984 à Los Angeles en participant à deux des rencontres et devient champion du monde en 1986. Il bénéficie de relativement peu de temps de jeu car la concurrence est rude face à Jovica Elezović (en) ou Veselin Vujović, la star mondiale de l'époque sur la ligne arrière.
À l'été 1986, il rejoint le championnat espagnol en signant un contrat professionnel avec le Teka Santander, mais n'est pas conservé au terme de la saison 87/88. À partir de 1991, il évolue en France en troisième division puis deuxième division au Handball Mougins Mouans-Sartoux où il met un terme à sa carrière à la fin de saison 1994-1995.

## Palmarès

### En sélection
- Médaille d'or aux Jeux méditerranéens de 1983 à Casablanca,  Maroc
- Médaille d'or aux Jeux olympiques de 1984[2] à Los Angeles,  États-Unis
- Médaille d'or au Championnat du monde de 1986[5],  Suisse

### En club
- Vainqueur de la Coupe de Yougoslavie (3) : 1977[réf. nécessaire], 1982, 1985[7]
- Finaliste de la Coupe des vainqueurs de coupe en 1978